# Sinkelmühle

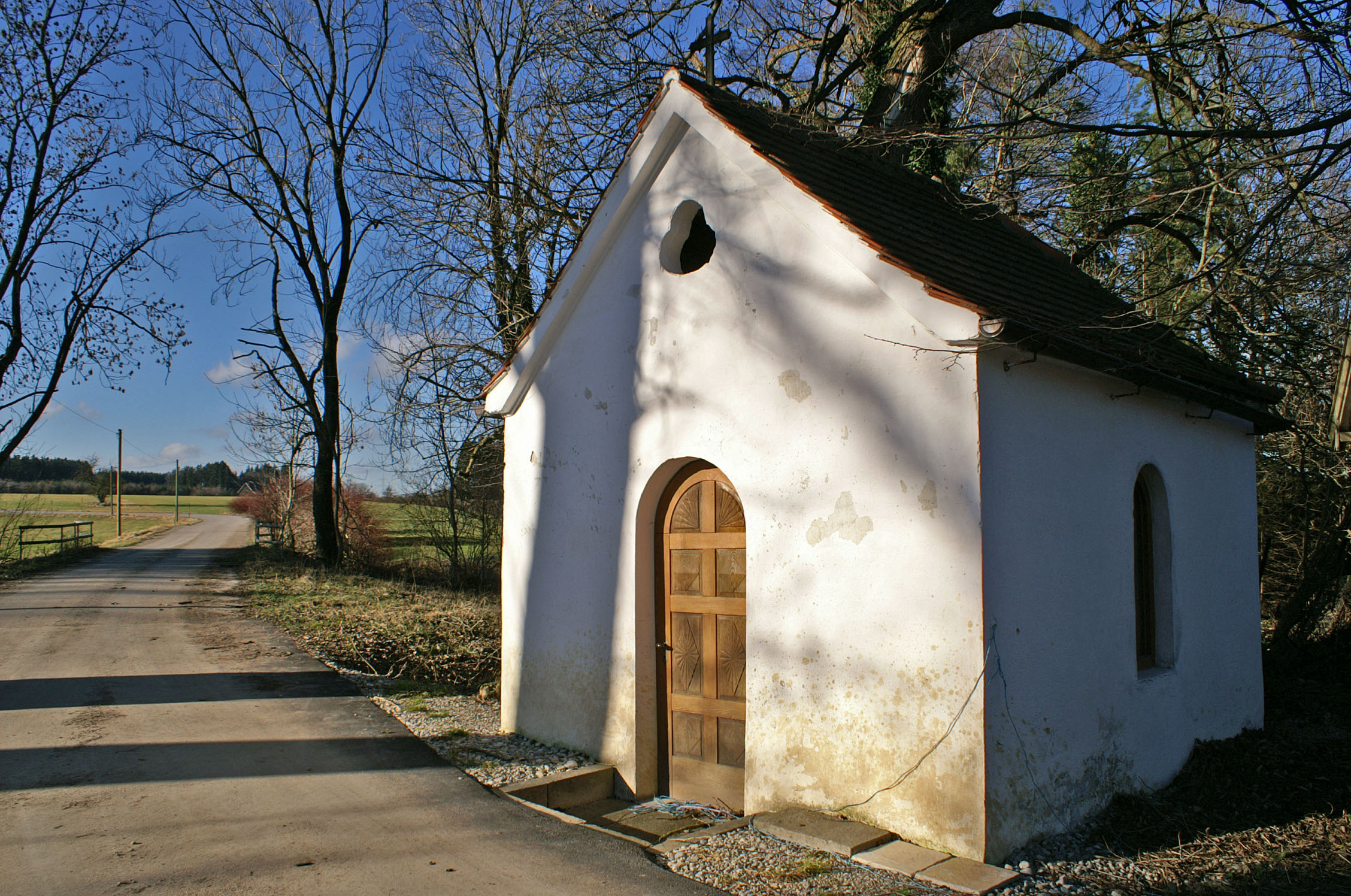
Kapelle

Sinkelmühle ist ein Gemeindeteil der Stadt Buchloe im schwäbischen Landkreis Ostallgäu. Die Einöde liegt circa viereinhalb Kilometer östlich von Buchloe.

## Gemeindezugehörigkeit
Die Sinkelmühle gehörte zur Gemeinde Honsolgen und wurde mit dieser am 1. Juli 1972 in die Stadt Buchloe eingegliedert.

## Baudenkmäler
- Katholische Kapelle, erbaut 1853